# Жубанова, Газиза Ахметовна
Газиза Ахметовна Жуба́нова (каз. Ғазиза Жұбанова; 2 декабря 1927, Жанатурмыс — 13 декабря 1993, Алма-Ата) — казахский, советский композитор, педагог, публицист, общественный деятель. Народная артистка СССР (1981). Ведущая композиторской школы Казахстана.

## Биография
Газиза Жубанова родилась 2 декабря 1927 года (по другим источникам — в 1928 году) в селе Жанатурмыс в семье композитора Ахмета Жубанова. Происходит из рода шекти племени алимулы Младшего жуза.
В 1949 году окончила Государственное музыкальное училище имени Гнесиных в Москве, в 1954 — Московскую консерваторию им. П. Чайковского, класс композиции Ю. Шапорина, а в 1957 году под его же руководством — аспирантуру.
С 1958 года занималась педагогической деятельностью в Казахской консерватории им. Курмангазы, воспитала целую плеяду известных композиторов Казахстана, среди которых живущий ныне в США композитор Алмас Серкебаев, композиторы Толеген Мухамеджанов, Куат Шильдебаев, Адиль Бестыбаев, Актоты Райымкулова, Бейбит Дальденбаев, Алиби Мамбетов, Азат Жаксылыков и другие. Фактически вела школу подготовки казахских советских композиторов.
В 1975—1987 годах — ректор Казахской консерватории им. Курмангазы (с 1978 — профессор).
В 1962—1968 годах — председатель правления Союза композиторов Казахской ССР, с 1962 — член правления Союза композиторов СССР.
В 1966 году избиралась делегатом XXIII съезда КПСС. В то же время избиралась членом ЦК КП Казахстана.
В 1988 году избиралась членом Советского фонда милосердия. Была председателем казахстанского отделения общества «СССР — Италия». В течение многих лет являлась членом правления Комитета советских женщин.
Её вклад в современную казахскую культуру огромен. Также известная как научный публицист. Она автор многих очерков и статей о культуре, о методах обучения композиторов и методах отражения общественных проблем в музыкальных произведениях. Выступала со своими публикациями на всесоюзных и международных симпозиумах в СССР, Италии, Японии и в других странах. Многогранное творчество композитора вывело национальную казахскую культуру на мировой уровень.
Умерла 13 декабря 1993 года в Алма-Ате. Похоронена на Кенсайском кладбище.

### Семья
- Отец — Ахмет Жубанов (1906—1968), музыковед, композитор, дирижёр. Народный артист Казахской ССР (1944)
- Муж — Азербайжан Мамбетов (1932—2009), режиссёр театра и кино. Народный артист СССР (1976).

## Творчество
Композитором было создано в общей сложности 3 оперы, 4 балета, 3 симфонии, 3 концерта, 6 ораторий, 5 кантат, свыше 30 произведений камерной музыки, песенные и хоровые сочинения, музыка к спектаклям и кинофильмам, обработки народных песен.
Скрипичный концерт в 1958 году стал зачинателем этого жанра в Казахской ССР.

### Произведения
Оперы
- «Тунги-сарын» (1955)
- «Енлик-Кебек» (1972)
- «Двадцать восемь» («За нами Москва») (1981, памяти подвига панфиловцев)
- «Курмангазы» (1971, радиоопера; завершение незаконченной оперы А. Жубанова)
- «Курмангазы» (1987 премьера оперы на сцене ГАТОБ имени Абая)

Балеты
- «Легенда о белой птице» (1965)
- «Хиросима» (1965)
- «Карагоз» (1987)

Оратории
- «Заря над степью» (1960)
- «Ленин» (1969)
- «Письмо Татьяны» (на стихи и песни Абая, 1983)

Кантаты
- «Песня радости» (сл. Джамбула, 1953)
- «Сказ о Мухтаре Ауэзове» (1963)
- «Ленин с нами» (1970)
- «О Партии» (1971)
- «Аральская быль» («Письмо Ленина») (1978, посвящена знаменитому письму Ленина аральским рыбакам)

Для оркестра
- Симфония «Жигер» («Энергия», памяти отца, 1971)
- Симфоническая поэма «Аксак-Кулан» (1955)
- Симфоническая картина «Утро Темиртау» (1964)
- Праздничная увертюра (1968)
- Симфоническая поэма «Героическая поэма» (1972)
- Вторая симфония (1983)

Концерты
- для скрипки с оркестром (1958)

Камерные сочинения
- для струнного квартета — «Лирическая поэма» (исп. 1952)
- для фортепиано — 3 прелюдии (1950)
- для скрипки и фортепиано — «Вариации» (1951), «Мелодия» (1950)
- для виолончели и фортепиано — «Поэма» (1967)
- для флейты и фортепиано — 2 пьесы (1968)
- для трубы и фортепиано — 2 пьесы (1968)
- для солистов, хора и оркестра «Песни о партии», «Песни о Ленине», «Оды Партии»
- для голоса и фортепиано — романсы (сл. О. Сулейменова, 1965), цикл романсов (сл. Абая, 1971), цикл песен (сл. К. Уябаева, 1971)
- четыре хора а капелла — (сл. А. Сарсенбаева, 1953)
- обобщенно-эпический струнный Квартет (1973)
- камерно-инструментальная поэма «Толгау» (1973, памяти Алии Молдагуловой)
- фортепианное Трио «Памяти Юрия Шапорина» (1985)

Другое
- музыка к спектаклям драматического театра, в том числе: «Одно дерево — не лес» А. Тажибаева, «Волчонок под шапкой» и «Сваха приехала» К. Мухамеджанова, «Абай» и «Каракипчак Кобланды» М. Ауэзова, «Заман осылай басталады»З. Шашкина, «Материнское поле» Ч. Айтматова в Казахском театре драмы им. М. Ауэзова.

### Фильмография
- 1959 — «На диком бреге Иртыша»
- 1964 — «Спроси своё сердце»
- 1966 — «Крылья песни»
- 1970 — «В те дни»
- 1973 — «Там, где горы белые…»
- 1978 — «Кровь и пот»
- 1980 — «Гонцы спешат»

## Награды и звания
- Орден Трудового Красного Знамени (1988)
- Народная артистка СССР (1981)
- Орден Дружбы народов (1977)
- Народная артистка Казахской ССР (1973)[3]
- Серебряная медаль им. А. В. Александрова (1973) — за «Героическую поэму» и «Праздничную увертюру»
- Государственная премия Казахской ССР им. Курмангазы (1970)
- Медаль «В ознаменование 100-летия со дня рождения Владимира Ильича Ленина» (1970)
- Заслуженный деятель искусств Казахской ССР (1965)[4]
- Премия Ленинского комсомола Казахской ССР (1964)
- Диплом Всесоюзного смотра творчества молодых композиторов (1962)
- Грамота Верховного Совета Казахской ССР (1961)
- Диплом Всесоюзного смотра творчества молодых композиторов (1960)
- Медаль «За трудовое отличие» (3 января 1959) — за выдающиеся заслуги в развитии казахского искусства и литературы и в связи с декадой казахского искусства и литературы в гор. Москве
- Диплом Первой степени Всесоюзного смотра театров в Москве — за балет «Легенда о белой птице».

## Память о композиторе
На стене дома, где жила Г. Жубанова в Алма-Ате, установлена мемориальная доска. В доме по адресу: г. Алматы, пр. Абылай хана, 113, кв. 78 был открыт Мемориальный музей-квартира композиторов Ахмета и Газизы Жубановых.
Её именем назван ряд улиц в городах Казахстана.
В Актобе был установлен[когда?] памятник Г. Жубановой.
В 1988 году в Республиканской музыкальной школе имени Ахмета Жубанова был создан Государственный струнный квартет имени Газизы Жубановой.
* В 1996 году ДШИ постановлением Правительства Республики Казахстан от 3.04.96 г. №384 присвоено имя Газизы Жубановой, первой женщины - композитора Казахстана а так же в 1997 году имя Г. А. Жубановой было присвоено областной филармония в Актобе.
В 2007 году в концертном зале Казахской консерватории имени Курмангазы в память о композиторе-новаторе и в честь 80-летия со дня её рождения проходил фестиваль «Мир мой — музыка!», где в течение пяти дней звучали музыкальные произведения Г. Жубановой.